# Христианско-демократический союз Гамбурга
Христианско-демократический союз Гамбурга (ХДС Гамбург) (нем. CDU Landesverband Hamburg, CDU Hamburg) — политическая партия в Гамбурге, основанная 1 октября 1945 года.

## Партия
ХДС Гамбург — государственное объединение ХДС в Гамбурге. В 1946, 1953—1957 и с 2001 по 2011 годы партия назначала мэра города Гамбург. С 2011 года ХДС Гамбург снова находится в оппозиции. Государственная ассоциация насчитывает почти 6500 членов (по состоянию на 2019 год), почти 40 процентов из которых составляют женщины (по состоянию на март 2016 года). Семь окружных ассоциаций и 47 местных ассоциаций составляют основу политической приверженности Гамбургского ХДС.
В 2020 году председателем партии был избран двукратный депутат Бундестага Кристоф Плос.

## Председатели

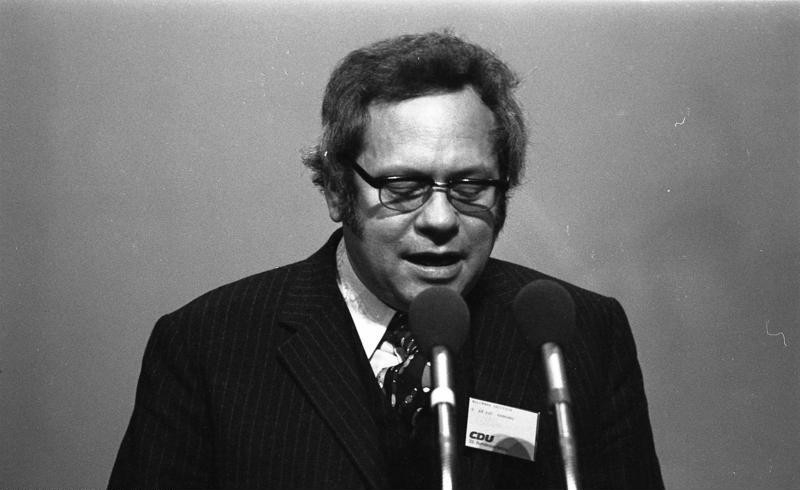
Бывший председатель Дитрих Ролльман в 1973 году

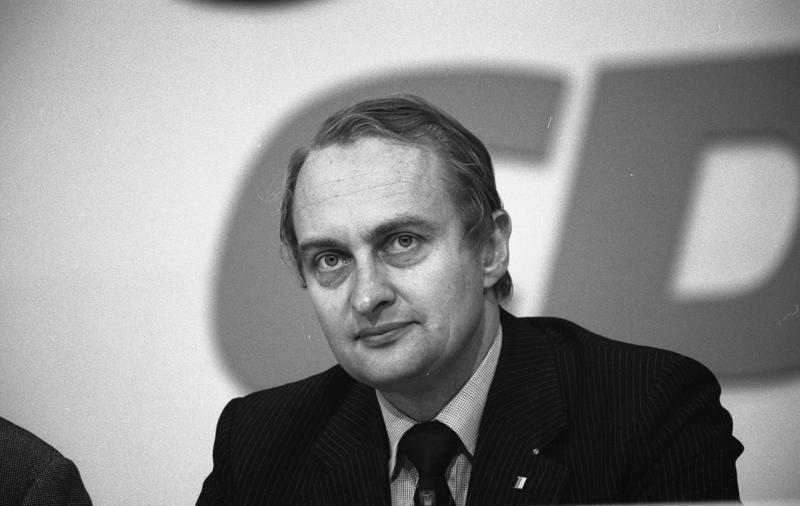
Бывший председатель Юрген Эхтернах в 1978 году

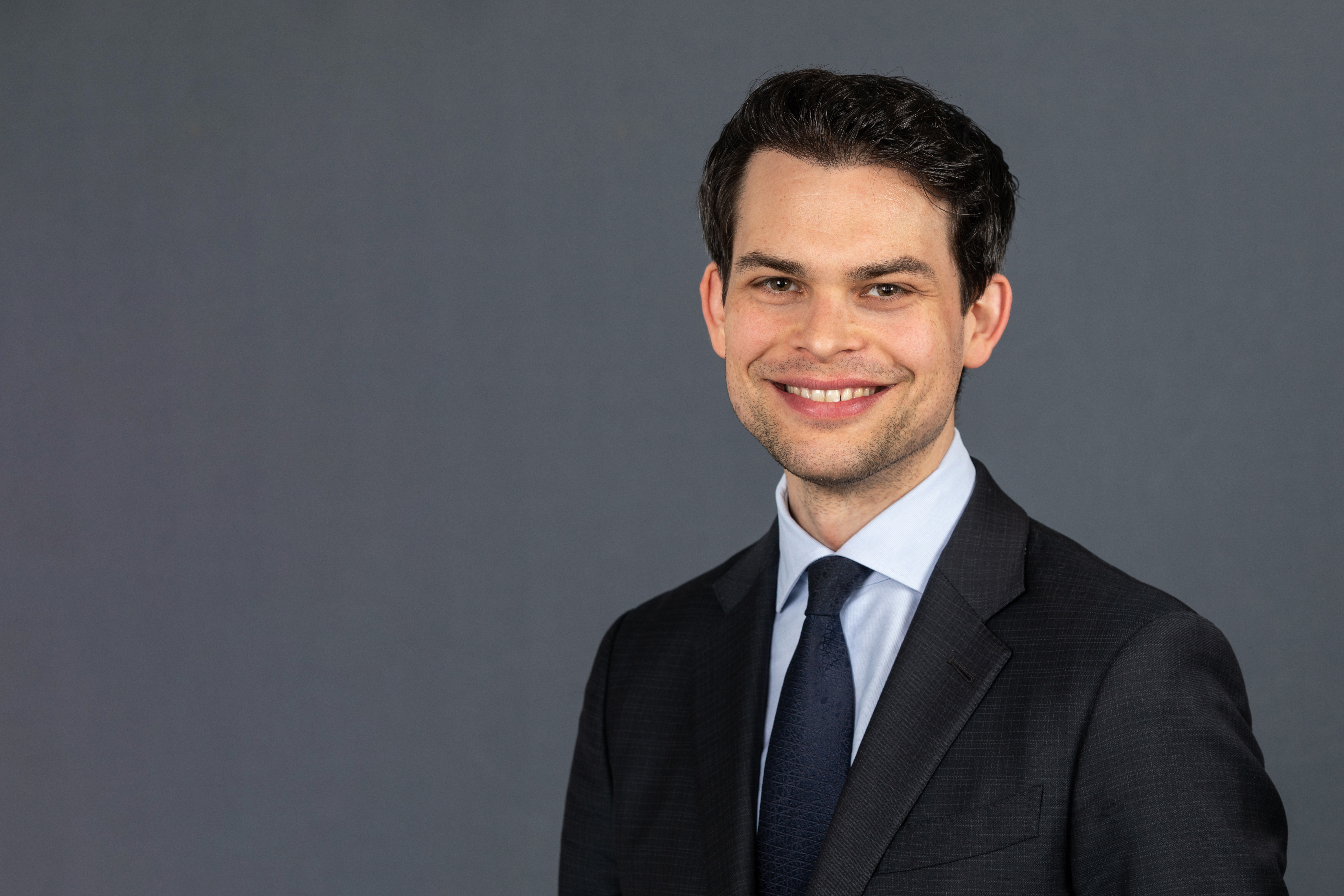
Бывший председатель Кристоф Плос в 2020 году

1 октября 1945 года Франц Бейрих (нем. Franz Beyrich) был избран первым председателем партии. Бейрих, принадлежавший к римско-католическому меньшинству в Гамбурге, был государственным служащим, пока к власти не пришли национал-социалисты. Он был уволен с работы нацистским режимом. После заговора 20 июля Бейрих был арестован и заключен в концентрационный лагерь Фульсбюттель.

### Полный список председателей
| Год                   | Председатель                              |
| --------------------- | ----------------------------------------- |
| 1945 (Октябрь/Ноябрь) | Франц Байрих (Franz Beyrich)              |
| 1945 (Ноябрь)         | Йоханнес Шпекбётель (Johannes Speckbötel) |
| 1945-1946             | Отто Вильгельм Вендт (Otto Wilhelm Wendt) |
| 1946-1948             | Макс Кетельс (Max Ketels)                 |
| 1948-1954             | Хуго Шарнберг (Hugo Scharnberg)           |
| 1954-1956             | Йозеф фон Физенне (Josef von Fisenne)     |
| 1956-1958             | Хуго Шарнберг (Hugo Scharnberg)           |
| 1958-1968             | Эрик Блюменфельд (Erik Blumenfeld)        |
| 1968-1973             | Дитрих Ролльман (Dietrich Rollmann)       |
| 1974-1992             | Юрген Эхтернах (Jürgen Echternach)        |
| 1992-2007             | Дирк Фишер (Dirk Fischer)                 |
| 2007-2010             | Михаэль Фрайтаг (Michael Freytag)         |
| 2010-2011             | Франк Шира (Frank Schira)                 |
| 2010-2015             | Маркус Вайнберг (Marcus Weinberg)         |
| 2015-2020             | Роланд Хайнце (Roland Heintze)            |
| 2020-2023             | Кристоф Плос                              |
| с 2023 года           | Деннис Теринг                             |

## ХДС Гамбург в Парламенте Гамбурга
Депутатская группа ХДС в Парламенте Гамбурга состоит из 15 членов. Председатель группы — Деннис Теринг.
Поскольку в парламенте 123 места, ХДС Гамбург является частью оппозиции против СДПГ и Союза 90/Зелёных.